# Suillia punctifrons
Suillia punctifrons är en tvåvingeart som beskrevs av Gorodkov 1962. Suillia punctifrons ingår i släktet Suillia och familjen myllflugor. Inga underarter finns listade i Catalogue of Life.